# Пономаренко Степан Сергійович
Степан Сергійович Пономаренко (нар. 19 вересня 1924, с. Мутин, Кролевецький район, Конотопська округа Чернігівської губернії, УСРР — пом. 31 травня 2007, м. Кролевець, Сумська область) — український будівельник та громадський діяч, ветеран Другої світової війни, лицар ордену Богдана Хмельницького II ступеня (2006), кавалер ордену Вітчизняної війни І ступеня, ордену Червоної Зірки, ордену «Знак Пошани», Почесний громадянин Кролевецького району (2006).

## Біографія
Народився Степан Пономаренко 19 вересня 1924 у с. Мутин Кролевецького району Чернігівської губернії (тепер — Сумської області).
Напередодні початку німецько-радянської війни навчався у Брянському будівельному технікумі (нині — Брянський будівельний коледж імені професора М. Є. Жуковського). Після початку війн у 1941 році він призупинив навчання і добровольцем пішов до армії, де став танкістом, командиром екіпажу танка Т-34.
Влітку 1943 року у боях за звільнення України від німецьких військ під час битви на Курській дузі Степан отримав важку травму голови і він потрапив до госпіталю, де тривалий час лікувався.
Після лікування він повернувся до навчання до Брянського будівельного технікуму. Там, у Брянську, Степан Сергійович познайомився з місцевою дівчиною Агнією, яка навчалась на економіста.
У 1947 році Степан та Агнія побрались та переїхали до Кролевця, де сім'я проживала у бараку. Лише у 1955 році сім'я отримала власне помешкання у будинку на вулиці Свердлова (тепер — Соборна).
У Кролевці Степан Пономаренко працював у будівельній галузі — починав десятником, згодом виконробом, був начальником будівництва артілі «Метал». Пізніше став начальником управління міжколгоспбуду (райагробуду). За його безпосередньої участі були побудовані на території району житлові багатоповерхові будинки, об'єкти освітньої та соціально-культурної сфери (нові школи, дитячі садки, центральна районна лікарня, будинки культури), нові цехи підприємств, ферми тощо. Також він впродовж 11 років був заступником голови райспоживспілки.
Після виходу на пенсію Степан Пономаренко був керівником Кролевецької районної ради ветеранів, яку очолював майже 20 років. У цей час він провадив військо-патріотичне виховання серед молоді, опікувався проблемою перепоховання загиблих під час Другої світової війни а також був ініціатором видання «Книги бойової слави Кролевеччини».
23 березня 2006 року Степану Пономаренку рішенням Кролевецької районної ради було присвоєне звання «Почесного громадянина Кролевеччини»
Помер Степан Пономаренко 31 травня 2007 року у м. Кролевець. За словами його сина Володимира, це сталось під час того, як Степан Сергійович диктував секретарці текст листа до Верховної Ради України щодо спроби рейдерського захоплення комбінату хлібопродуктів (елеватор, млин, комбікормовий завод) через схему розкрадання майна та подальшої приватизації у нього зупинилося серце.

## Нагороди
- Орден Богдана Хмельницького II ступеня (2006)[7]
- Почесний громадянин Кролевеччини (рішення 24 сесії IV скликання Кролевецької районної ради від 23 березня 2006 року)[2]
- Орден Вітчизняної війни І ступеня
- Орден Червоної Зірки
- ордену «Знак Пошани»

## Родина
- Дружина — Агнія Сергіївна (?, м. Брянськ, РСФРР — 1981, м. Кролевець, Сумська область) — здобула освіту економіста, працювала за цим фахом у різних будівельних організація, пізніше очолила планово-економічний відділ Кролевецького райвиконкому. В останні роки вона хворіла на астму, померла у віці 56 років[1].

- Сини:
  - Володимир (нар. 7 травня 1948, м. Кролевець) — український науковець у галузі економіки, доктор економічних наук, професор, Заслужений діяч науки і техніки, ректор Харківського національного економічного університету імені Семена Кузнеця (з 2000), кавалер ордену «За заслуги» ІІІ та ІІ ступенів.
  - Сергій (1955) — працівник житлово-побутової сфери, громадський діяч. По закінченні Жданівського металургійного інституту (фах інженера-механіка) очолював райпобуткомбінат (будинок побуту), працював начальником відділу постачання силікатного заводу, директором райсількомунгоспу, був начальником Кролевецького цеху Шосткинського управління експлуатації газового господарства ВАТ «Сумигаз». Обирався до Кролевецької міської ради VI скликання (2010—2015) та Кролевецької районної ради (з 2015), де очолює фракцію партії «УКРОП». Є приватним підприємцем, має фірму з обслуговування газового обладнання.[4][9][10][11][12][13][14]

## Вшанування пам'яті
- У Кролевці на будинку, де з 1955 року і до своєї смерті у 2007 році жив Степан Пономаренко, на його честь встановлено меморіальну дошку[15].

## Цікаві факти
- Степан Пономаренко був вимушений продати свій мотоцикл Іж-49 на вимогу своєї дружини Агнії після того, як вона побачила як їх син Володимир на ньому ледь не зіштовхнувся з автівкою і, налетівши на грудку, впав на тротуар[16].
- Молодшого сина (Сергія) назвали на честь двох дідів (батьків Степана Сергійовича та Агнії Сергіївни)[3].